# Бобайца
Бобайца (рум. Bobaița) — село у повіті Мехедінць в Румунії. Входить до складу комуни Маловец.
Село розташоване на відстані 269 км на захід від Бухареста, 14 км на північ від Дробета-Турну-Северина, 99 км на північний захід від Крайови.

## Населення
За даними перепису населення 2002 року у селі проживали 437 осіб, усі — румуни. Усі жителі села рідною мовою назвали румунську.